# Fredegário
Fredegário (em latim: Fredegarius; morto c. 660) foi um cronista, conhecido pela sua obra Crônica de Fredegário, a principal fonte primária dos eventos da Europa Ocidental do século VII. As raízes de muitas instituições da Idade Média estão no século VII. A crônica de Fredegário é uma história universal, começando com a criação. Fredegário alcança sua época no livro IV, onde o interesse dos historiadores se concentra, mas que meramente fornece uma linha do tempo, que termina em 642. Por outro lado, os "continuadores" estenderam essa linha do tempo até o século VIII. A julgar pelo preconceito sistêmico, eles parecem ter trabalhado para agradar Quildebrando, o meio-irmão de Carlos Martel.

## Obras
- Fredegarius, Scholasticus, 1888. Fredegarii Scholastici libri IV cum Continuationibus. In: Fredegarii et aliorum chronica. Vitae sanctorum (generis regii). ed.: Bruno Krusch. (Hanôver: MGH SS rer. Merov. I, 2: II)